# Manoguayabo
Manoguayabo, es un sector ubicado en Santo Domingo Oeste, al oeste de la Prolongación 27 de Febrero, representa una de las zonas fundamentales de Santo Domingo Oeste.
Es un sector integrado por numerosas comunidades e industrias.
De este sector han emergido figuras como los hermanos Cuco y Martín Valoy, Cheché Abreu en la música popular; Juan Guzmán, Ramón y Pedro Martínez en el béisbol profesional, Silvestre Campusano, Yudelka Bautista, Dahiana Burgos, y Julio Martínez Pozo en el campo de la comunicación.